# スキアッチャータ・アッラ・フィオレンティーナ

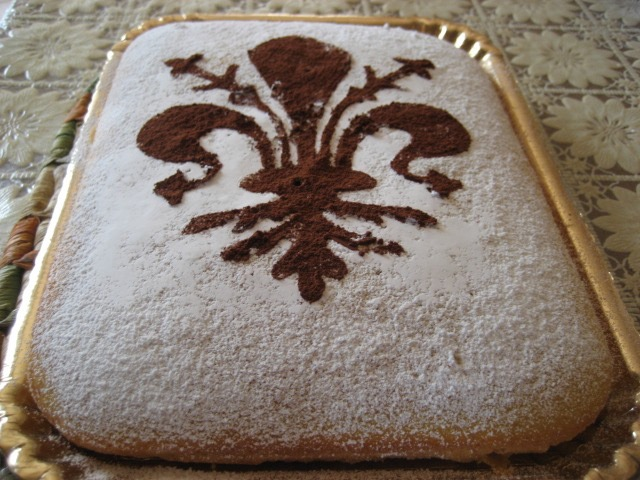
スキアッチャータ・アッラ・フィオレンティーナ

スキアッチャータ・アッラ・フィオレンティーナ（イタリア語: schiacciata alla fiorentina）は、イタリア・フィレンツェの伝統菓子。焼き菓子であり、表面のフィレンツェの紋章とオレンジの皮と果汁を使うことによる香りが特徴的である。なお、フィレンツェを含むトスカーナ地方では平たいパン（フォカッチャ）もスキアッチャータと呼ぶが、それとは無関係。
伝統的には謝肉祭の最終日（マルディグラ）に食べる料理の1つで、謝肉祭が終わると始まる大斎（食事制限期間）に備えて栄養価を高くするためにラードを大量に使う発酵菓子であった。19世紀の料理書『イタリア料理大全』（ペッレグリーノ・アルトゥージ）にも「脂のスキアッチャータ」として掲載されている。
大斎を行わなくなったなどの生活習慣の変化もあって、今日ではラードをオリーブオイルやバターで代用し、また製造工程簡略化のために発酵させないことも多い。
「スキアッチャータ」は「押し潰された」の意味であり（上述のパンの由来も同様）、菓子の厚みは3センチメートルより薄くする。菓子屋では切り売りされていることもあるほか、生地を横半分に切ってカスタードクリームを挟んだものも販売されている。